# 스리아게하라 전투
스리아게하라 전투(일본어: 摺上原の戦い すりあげはらのたたかい[*])는 일본 아즈치모모야마 시대 때 도호쿠 지방의 스리아게하라(摺上原)에서 다테 마사무네와 아시나 요시히로 사이에 벌어진 전투이다.

## 배경
다테 마사무네는 히토토리바시 전투 이후, 아시나 가문(蘆名氏)과 사타케 가문(佐竹氏)과의 대결 자세를 강화하면서, 나카도오리(中通り) 지방으로 세력을 확대해 나갔기 때문에, 이에 맞서는 아시나·사타케 가문의 위기감이 고조되고 있었다. 이윽고 다테 마사무네는 아시나 가문의 본거지 아이즈(会津)를 빼앗기 위하여 행동을 개시하였다. 단, 이는 도요토미 히데요시의 총무사령(惣無事令)을 무시하는 행동이었다.
마사무네는 이나와시로 모리쿠니(猪苗代盛国)의 내통으로 모토미야 성(本宮城)에서 아이즈로 향하는 진군로를 확보하고 이나와시로 성(猪苗代城)을 거점으로 하였다. 한편 아시나 요시히로는 스카가와 성(須賀川城)에서 이나와시로 호 남안으로 진군하여, 구로가와 성(黒川城)에 병사를 집결시켰다. 다카모리 산에 포진한 아시나 군은 민가에 불을 질러 다테 군을 도발하였다. 다테 군은 21,000명, 아시나 군은 18,000명으로 병력상으로는 거의 호각인 상태였다.
그러나 아시나 군에는 1580년의 아시나 모리우지의 사망 이후 주군 가문에 불만을 품은 자, 다테 가문에 내통한 자, 사타케 가문에 의해 세워진 당주 아시나 요시히로에 대해 불만을 품은 자 등이 있어, 여러 가지 의혹으로 단결력이 부족한 상태였다.

## 경과
전투는 이나와시로 호수의 남안 반다이 산(磐梯山) 기슭의 평원인 스리아게하라에서 벌어졌다. 개전 당시에는 선봉 도미타 다카자네(富田隆実)의 활약과 서쪽에서 열풍이 불어와 순풍을 받은 아시나 군이 유리한 상황이었다. 그러나 얼마 안 있어 풍향이 동풍으로 바뀌자 순풍을 받은 다테 군이 역으로 압도적인 우세를 점하여, 아시나 군을 대파하였다. 패주한 아시나 군은 후방의 강이 있어 구로가와 성으로 귀환하는 것을 방해받아 더욱 큰 피해를 입었다. 아시나 요시히로는 본가인 사타케 가문을 의지하여 히타치국으로 도주하였다.

## 영향
아시나 가문은 가나가미 모리하루(金上盛備), 사세 다네쓰나(佐瀬種常)등 대부분의 유력 가신을 잃는 막대한 타격을 입었다. 당주 요시히로는 패전에 따른 가신의 배반과 오슈 총무사령(奥州惣無事令)에 크게 신경을 써서 결전을 단행하지 못하고, 본가인 히타치의 사타케 가문에게 몸을 의탁하였다.
다테 마사무네는 남 오슈의 패자가 되어 거성을 아이즈 구로가와 성으로 옮기고, 더욱이 시라카와 유키 씨(白川結城氏)·이시카와 씨(石川氏) 등을 복속시켰다. 그러나 다음해 도요토미 히데요시의 오슈 시오키(奥州仕置)에 의하여, 아이즈 공략은 히데요시가 발령한 총무사령을 위반한 것이기 때문에 마사무네는 아이즈 등지를 몰수당했다. 이후 아이즈는 가모 우지사토가 영지가 되었다.